# Octobre 1855

## Événements
- 4 octobre : Juan Álvarez devient Président du Mexique. Il renonce à sa charge le 10 décembre au profit de Comonfort[1].
- 12 octobre : réception du duc et de la duchesse de Brabant au château de Saint-Cloud.
- 16 octobre : inauguration du Grand Hôtel du Louvre, construit en quatorze mois depuis le 27 août 1854 par la société immobilière des Frères Pereire[2].
- 17 octobre : bataille de Kinbourn. Opération  navale franco-britannique, suivie d'un débarquement de troupes françaises, durant la phase finale de la Guerre de Crimée après la chute de Sébastopol.
- 23 octobre-2 novembre : convention de Topeka. Les anti-esclavagistes du Kansas se dotent d’une nouvelle Constitution ratifiée le 15 décembre[3]. Le Kansas-Nebraska Act de 1854 laissait le choix entre le maintien ou l’abolition de l’esclavage. L’opposition entre les deux camps dégénère en guerre civile dès le 21 novembre (Guerre de Wakarusa)[4].
- 26 octobre-28 décembre : élections législatives néo-zélandaises[5].
- 31 octobre : Victor Hugo et sa famille s'installent au 38 "Hauteville Street", sur l'île anglo-normande de Guernesey. Il y résidera jusqu'en 1870[6].

## Naissances
- 11 octobre : Émilie Guillaumot-Adan, artiste peintre française.
- 12 octobre : Arthur Nikisch, chef d'orchestre, pédagogue hongrois.

## Décès
- 24 octobre: Henryka Beyer, peintre allemand (° 7 mars 1782).